# Rohrau (zámek)
Zámek Rohrau je barokní zámek v dolnorakouské obci Rohrau, ležící bezprostředně na hranici spolkových zemí Dolní Rakousy a Burgenland. Navenek budova působí skromně, avšak uvnitř uchovává drahocennou sbírku obrazů v Rakousku.

## Historie

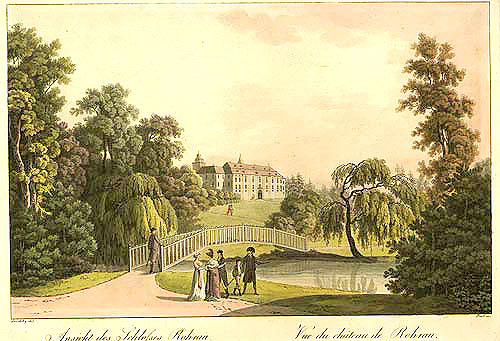
Rohrauský zámek na kolorované rytině kolem roku 1800

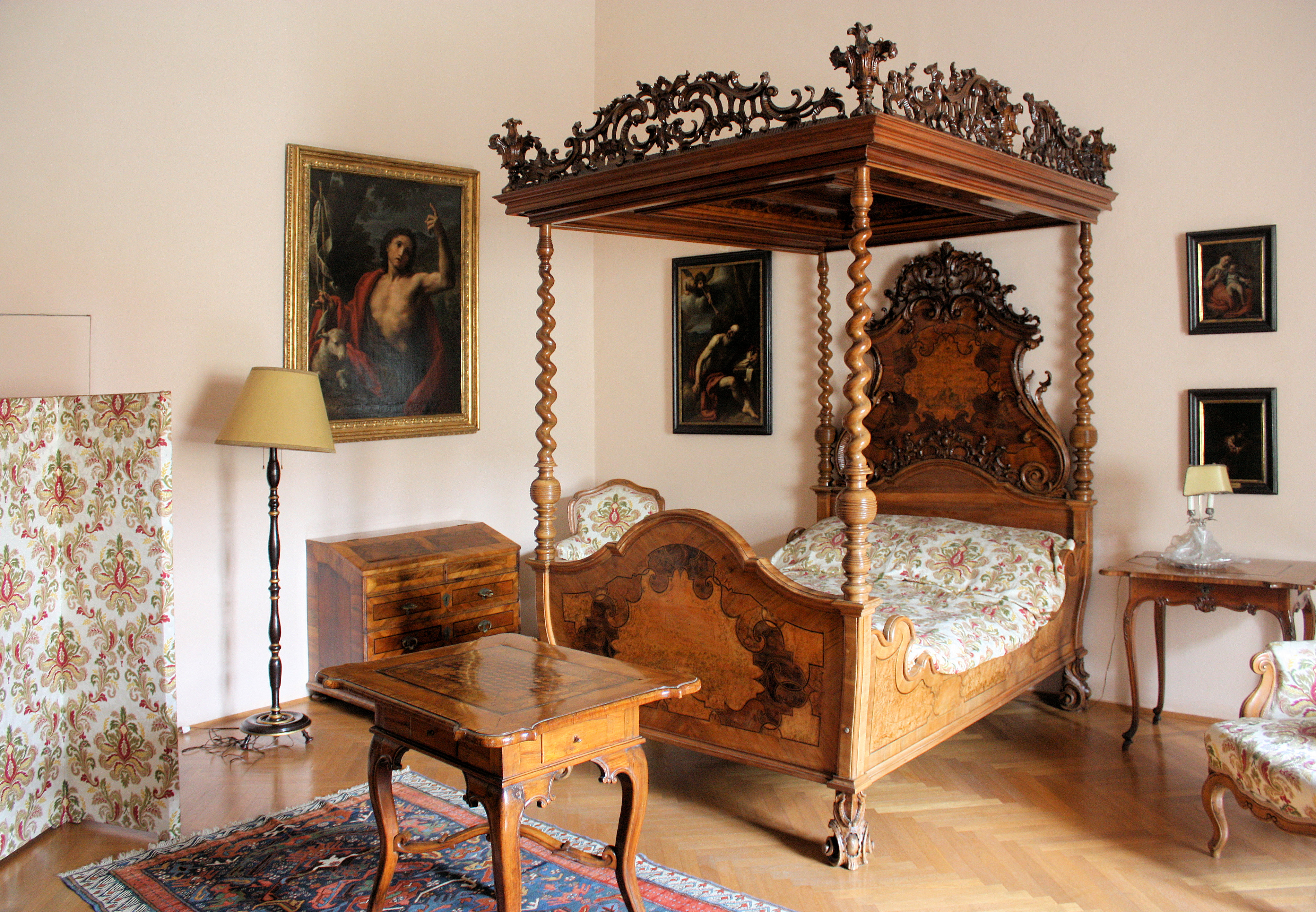
Interiér zámku - ložnice

### Středověký hrad a panství
Ve 12. století území kolem Rohrau vlastnila markrabata z Chamu a Vohburgu. Poprvé je zde uváděno panské sídlo Jetřicha z Rohrau (Dietrich de Rorow) z rodu Lichtenštejnů. Tato linie rodu vymřela po přeslici smrtí Jetřicha III. v roce 1278. Jeho dcera přinesla panství jako věnem Leutoldovi I. ze Stadecku (†1292/95). Po jeho posledním potomkovi Janovi (†1399) chtěl vévoda Vilém panství v roce 1400 věnovat svému bratru Arnoštovi, poručníkovi stadeckské princezny Guty (†1412), ale hrabě Heřman II. z Cejle dostal Rohrau jako říšské léno značné hodnoty a v roce 1400 bylo králem Václavem IV. (1361-1419) stvrzeno. I přesto roku 1402 přešlo rohraské panství na hraběte Oldřicha, syna Huga z Mintfort-Pfannbergu, za kterého se Guta provdala. Roku 1404 předal lénem král Ruprecht III. (vládl 1400-1410) pevnost s hradem a panstvím na dlouhých 120 roků.

### Harrachové
Rod Harrachů se poprvé zmiňuje ve 13. století v jižních Čechách a posléze se objevují také v hornorakouském v Mühlviertelu, mezi dalšími zámožnými rody ve Freistadtu, čímž došlo k vytvoření rakouská linie rodu. Později získávají další panství ve Štýrsku a Korutanech. Těžiště jejich zájmů se přesouvá do Vídně a Dolních Rakous.
Linhart III. z Harrachu (1481-1527) získal v roce 1524 panství a pevnost Rohrau v Dolních Rakousích a dostal také svolení užívat predikátu von Rohrau. Jeho syn Linhart IV. (1514-1590) započal s pevným katolickým postojem, což mělo pro budoucnost rodiny velký význam. Od císaře Ferdinanda I. (1503-1564) obdržel titul říšského barona a v roce 1584 od krále Filipa II. Španělského (1527-1598) Řád zlatého rouna. Když v roce 1586 po 55leté službě u dvora odcházel, dostal darem vodní hrad. Když v roce 1590 Linhart IV. (1514-1599) zemřel, byl pohřben v Augustiánském kostele ve Vídni.
V roce 1593 se pevnost pokoušeli dobýt Turci a místo v té době velmi utrpělo. Tvrz byla těžce poškozena a následující restaurátorské práce jsou zdokumentovány v archivu hrabat Harrachů.

## Novostavba 1599-1605
Zednický mistr Leonhard Pall ze Sommerein u Litavských hor vyúčtoval za 552 pracovních dní zednických prací, které se svými tovaryši na stavbě nového zámeckého paláce provedl. Za denní práci účtoval 18 krejcarů v hotovosti, každodenním stravu a pití, v celkovém součtu 165 zlatých a 36 krejcarů.
Kamenický mistr Antonius Tencalla (†1628) v císařském kamenolomu u Litavských hor vyúčtoval kámen na dveřní a okenní ostění, stupně na schodiště nového paláce s římsou na terase. Dále 5 kamenů na nadokenní hlavy, kamenný pranýř na tržiště Rohrau, kámen na hlavní bránu zámku i s římsou, konečně kámen na studnu uvnitř zámku. Velectěný baron Karel I. z Harrachu (1570-1628) má svému pěstounovi Hansi Rölerovi zaplatit 261 zlatých a 21 krejcarů.